# Tomopleura ischna
Tomopleura ischna är en snäckart som först beskrevs av Watson 1881.  Tomopleura ischna ingår i släktet Tomopleura och familjen kägelsnäckor. Inga underarter finns listade i Catalogue of Life.